# FN Minimi

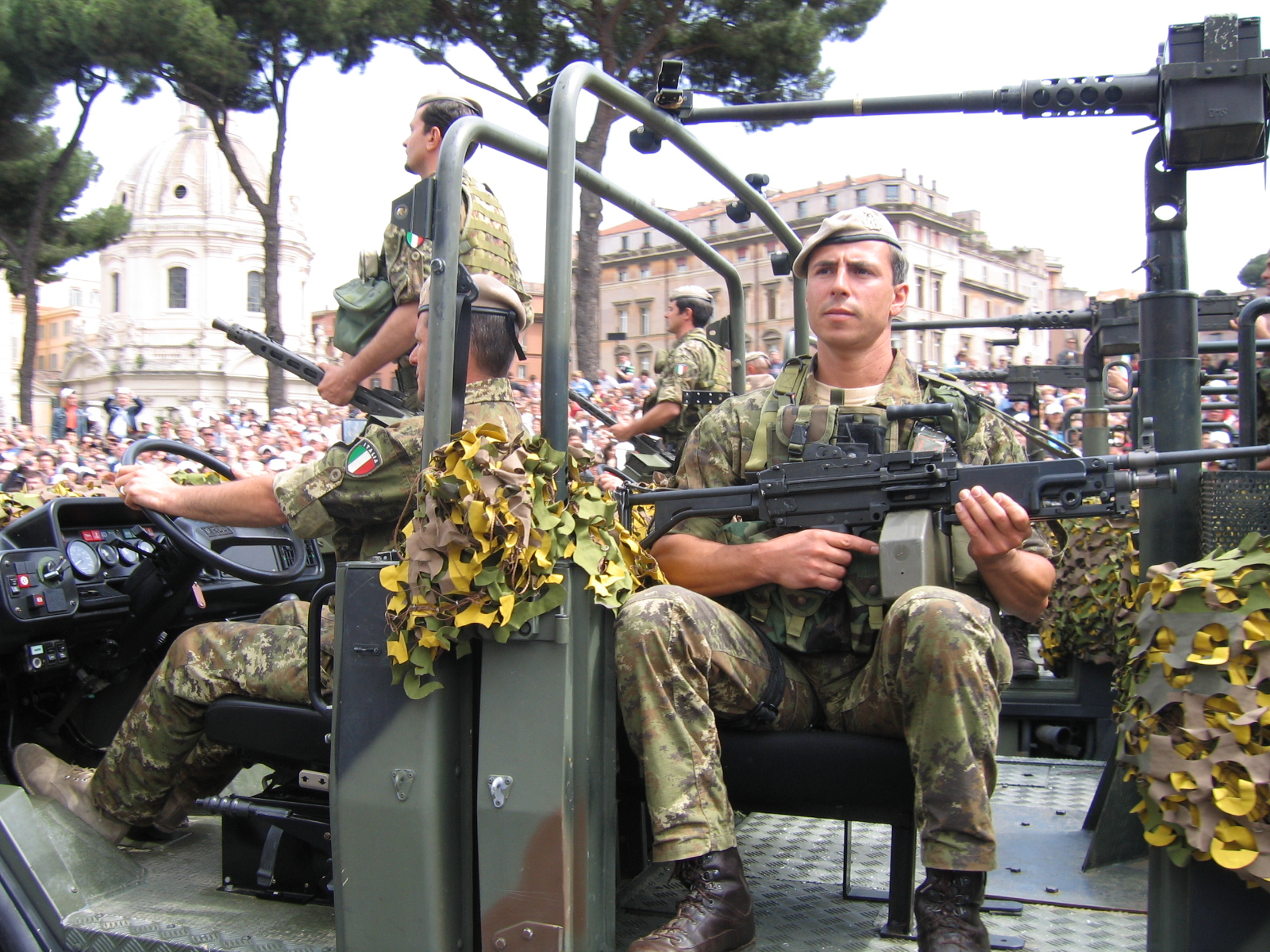
Incursore dell'Aeronautica Militare armato di MINIMI.

La FN Minimi (dal francese mini-mitrailleuse - mini mitragliatrice) è una mitragliatrice leggera calibro 5,56 × 45 mm NATO o 7,62 × 51 mm NATO (versione MK3) prodotta dall'azienda belga Fabrique Nationale de Herstal.
È utilizzata dallo US Army a partire dagli anni '80 con la denominazione M249 SAW (Squad Automatic Weapon - mitragliatrice di squadra).

## Storia
Venne progettata intorno al 1974 e concepita come arma di squadra, essendo essenzialmente un fucile mitragliatore, e non ha sostituito interamente la MAG (per plotoni e compagnie), non avendo il proiettile una sufficiente efficacia oltre i 400m.
Prodotta a partire dal 1982, negli anni ottanta andava a rimpiazzare l'M60 nell'US Army, dimostrandosi un'arma compatta e manovrabile, venendo ancora oggi utilizzata da diversi eserciti nel mondo.

## Tecnica
La struttura di questa arma è lineare e testimonia una costruzione e produzione secondo standard europei. La sua struttura ha un'impostazione simile a quella della MAG, ma è fornita di un dispositivo rotante di bloccaggio che scorre nel castello dell'arma. Il peso complessivo, grazie alla nuova progettazione, è di circa un terzo inferiore alla MAG, e resta inferiore persino con il caricatore da 200 colpi e bipiede.
L'alimentazione è stata uno dei maggiori particolari d'innovazione nel progetto, perché si è trovato il modo di ripiegare il nastro all'interno di un contenitore sistemato sotto l'arma. Esso contiene 100 o 200 colpi calibro 5,56 NATO, ma è possibile sostituirlo con un caricatore laterale da 30 colpi STANAG, lo stesso dell'M16 statunitense e dell'italiano Beretta AR 70/90. È fornita di una maniglia per il trasporto, e di un bipiede per il fuoco a terra, ma l'arma è anche utilizzabile in piedi dato il ridotto rinculo. La canna ha una bocca a leggero tromboncino. L'arma spara con una cadenza di tiro teorica di circa 600-700 colpi al minuto, ma la cadenza è modificabile tramite un regolatore di afflusso di gas posto sotto la canna; la canna è protetta da un copricanna a sezione rettangolare. È utilizzata dalle forze armate di numerosi paesi come arma di appoggio tattico a livello di squadra.
Nella versione ordinaria monta un calcio pieno in polimeri, ed è disponibile una versione con canna accorciata e calcio scheletrato e retrattile (versione Parà) per le truppe d'assalto. La versione SPW  (Special Purpose Weapon) prevede invece una canna di lunghezza intermedia fra le due versioni precedenti, calcio simile a quello della versione Parà ed una guida di tipo Picatinny per mirini di vari tipi. Quest'ultima versione, lievemente modificata, è stata adottata dalle Forze speciali statunitensi con il nome di Mk.46 model 0.

## Impiego
Dopo un lungo lavoro per renderla affidabile, togliendo i difetti dei modelli di pre-produzione, l'arma ha avuto un buon successo operativo e commerciale. Tra i Paesi che hanno adottato la mitragliatrice vi sono l'Italia e gli USA. L'arma è stata adattata anche alla nuova cartuccia SS109, sviluppata come munizione NATO standard, più pesante e potente dell'M193 americana, con una diversa rigatura della canna. Essa è estesamente usata nella missione UNIFIL in Libano (2006) e nella guerra in Iraq (2007).

## Tabella di confronto fra i vari modelli
|                       | Peso    | Lunghezza  | Lunghezza Canna | Munizionamento          | Cadenza di fuoco         |
| --------------------- | ------- | ---------- | --------------- | ----------------------- | ------------------------ |
| Modello Standard      | 6,8 kg  | 1040 mm    | 465 mm          | a caricatore o a nastro | 700/1100 colpi al minuto |
| Modello Parà          | 6,8 kg  | 914/776 mm | 349 mm          | a caricatore o a nastro | 700/1100 colpi al minuto |
| Modello Mk.46 Model 0 | 5,75 kg | 908/772 mm | 406 mm          | a nastro                | 750 colpi al minuto      |

## Paesi utilizzatori

### NATO
- Belgio
- Canada
- Francia
- Grecia
- Italia
- Lettonia
- Norvegia
- Paesi Bassi
- Polonia
- Regno Unito
- Slovenia
- Stati Uniti

### Non-NATO

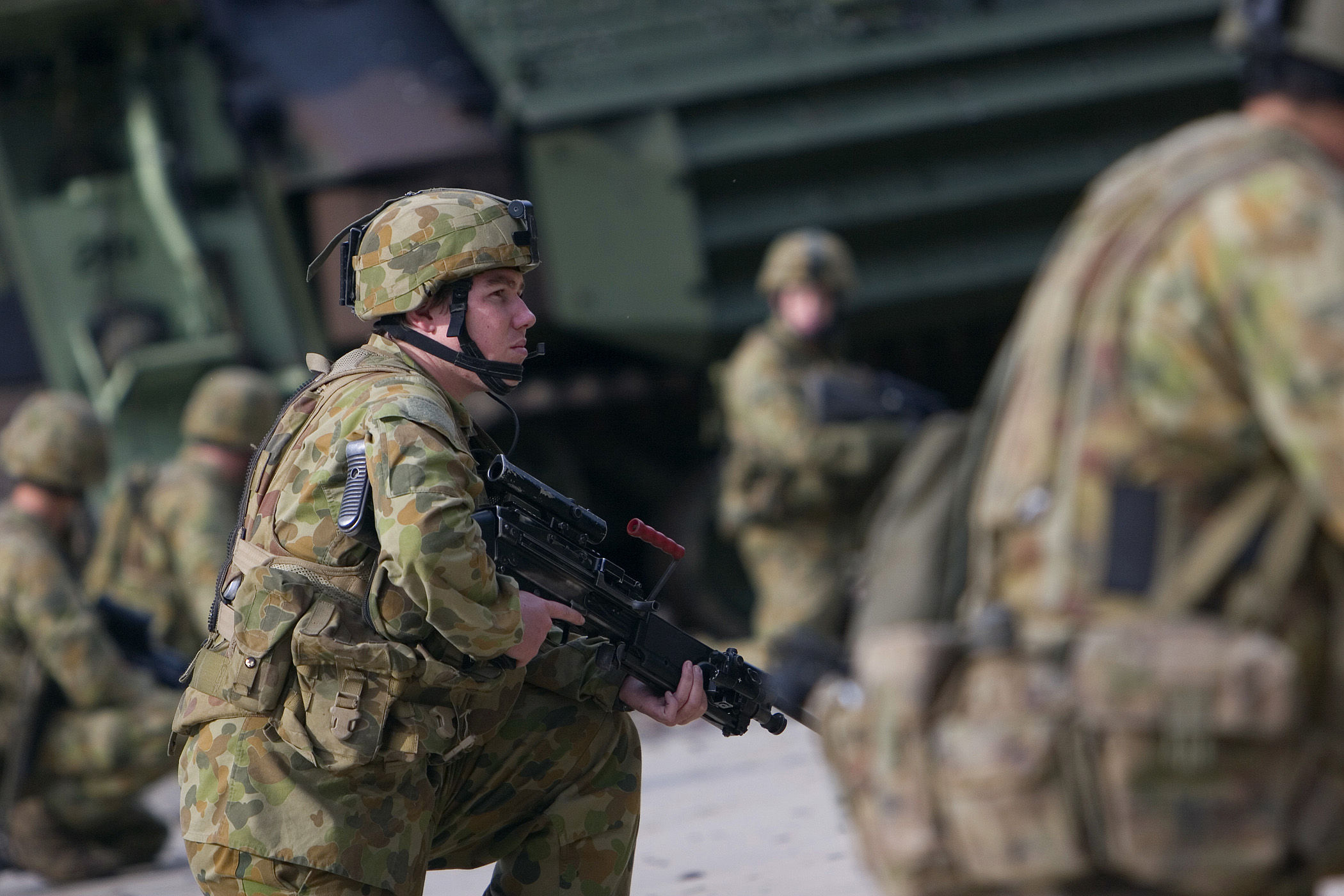
Un soldato australiano, mentre imbraccia la versione F89 della Minimi.

- Australia
- Arabia Saudita
- Argentina
- Brasile
- Cile
- Emirati Arabi Uniti
- Filippine
- Giappone
- Indonesia
- Irlanda
- Israele
- Kuwait
- Libano
- Malaysia
- Marocco
- Messico
- Nepal
- Nuova Zelanda
- Papua Nuova Guinea
- Perù
- Sri Lanka
- Svezia
- Svizzera
- Taiwan
- Thailandia
- Venezuela

## La Minimi nella cultura di massa
- In ambito videoludico la Minimi compare tra le armi di numerosi videogiochi, fra cui le serie Counter-Strike, Mirror's Edge, War Rock, Battlefield 3, Battlefield Play4Free, Call of Duty 4: Modern Warfare[4], Combat Arms, Fallout: New Vegas (dove è denominata Light MG)[5], Battlefield 4, Tom Clancy's Ghost Recon 2 (in versione Mk 46)[6], in Tom Clancy's Rainbow Six: Siege, in Far Cry 3 e Far Cry 4, con il nome di MKG, e in Pixel Gun 3D, con i nomi Serious Argument e Hero.
- In ambito anime, la Minimi compare in Full Metal Panic (in versione M249 SAW)[7].
- In ambito cinematografico, viene usata in una scena di battaglia all'inizio di G.I. Joe: Retaliation da Roadblock (Dwayne Johnson) in versione M249 SAW.